# Elizabeth Hesselblad
Elizabeth Maria Hesselblad (n. 4 iunie 1870, Fåglavik⁠(d), Vara kommun, Skaraborg⁠(d), Suedia – d. 24 aprilie 1957, Roma, Italia) a fost o asistentă medicală suedeză care s-a convertit la Biserica Romano-Catolică. Ea a reînființat și a condus Ordinul Mântuitorului, înființat de sfânta Brigita a Suediei. 
În timpul celui de-al Doilea Război Mondial a adăpostit refugiați evrei în mănăstirea din Roma. A avut de asemenea relații strânse cu Eugenio Zolli, marele rabin al Romei care a primit botezul în anul 1945.
A fost beatificată de papa Ioan Paul al II-lea în data de 9 aprilie 2000 și canonizată de papa Francisc în data de 5 iunie 2016. Slujba canonizării a fost oficiată în Piața Sfântul Petru din Roma.
Ca o recunoaștere a faptelor de eroism din timpul celui de-al Doilea Război Mondial, când a salvat viața multor evrei în Holocaust, Elizabeth Maria Hesselblad a fost onorată de Statul Israel cu cetățenia de onoare și titlul de Drept între Popoare (2004).

Oficierea canonizării din 5 iunie 2016

## Distincții
- Israel: Drept între Popoare și cetățenia de onoare a Israelului (2004);
- Ordinul Suveran de Malta: Ordinul Pro Merito Melitensi